# Gerónimo Rulli
Gerónimo Rulli (La Plata, 1992. május 10. –) argentin labdarúgó, a holland Ajax játékosa.

## Sikerei, díjai

### Klub
- Villarreal
  - Európa-liga: 2020–21

### Válogatott
- Argentína
  - Labdarúgó-világbajnokság: 2022
  - Copa América: 2024
  - Artemio Franchi-trófea 2022